# Падун (Заводоуковський міський округ)
Паду́н (рос. Падун) — село у складі Заводоуковського міського округу Тюменської області, Росія.
Населення — 1904 особи (2010, 1854 у 2002).
Національний склад станом на 2002 рік:
- росіяни — 85 %